# Galvanické pokovování

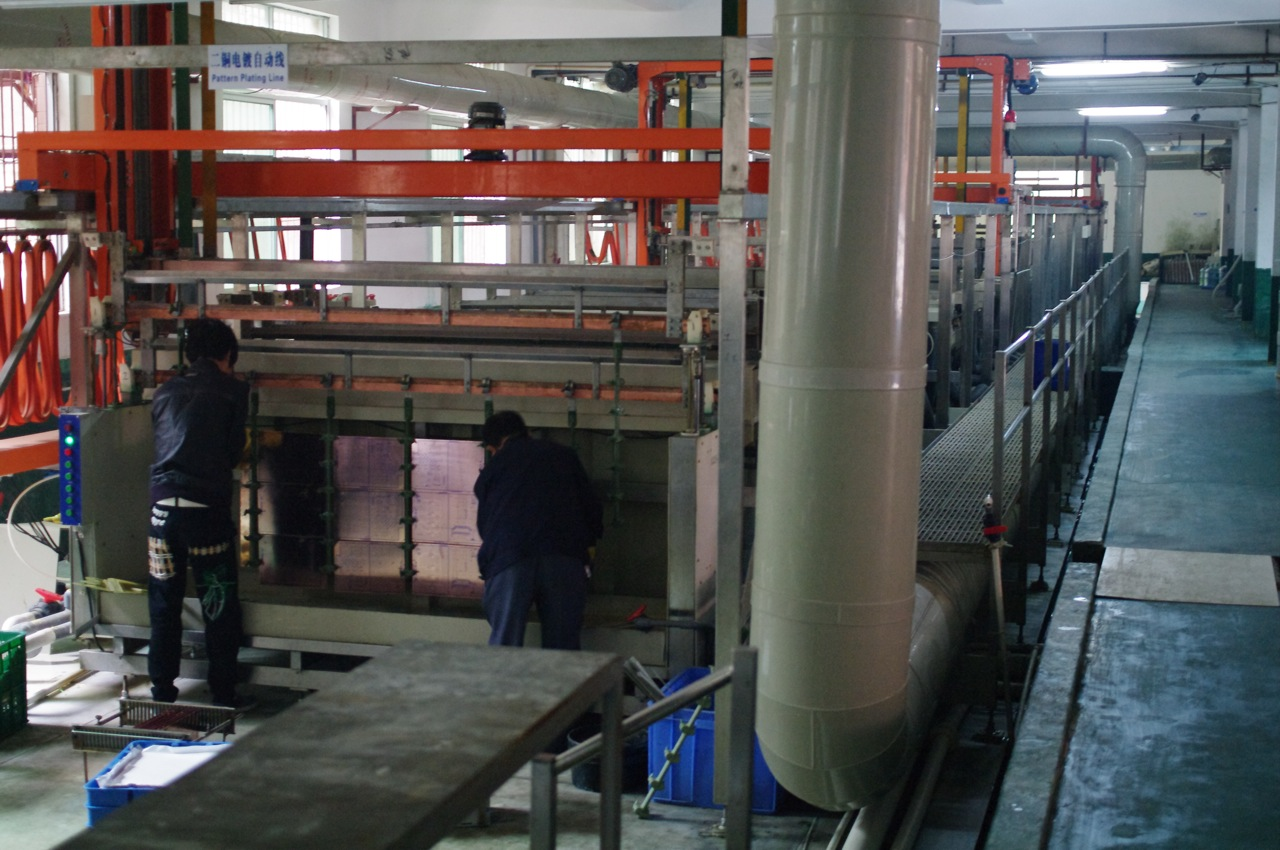
Zařízení na galvanické pokovování desek plošných spojů mědí.

Galvanické pokovování nebo také galvanostegie  je pokovovací proces, při kterém se kationty kovu v roztoku pohybují v elektrickém poli od anody ke katodě. Kationty kovu se na katodě z roztoku redukují a potahují ji tenkou vrstvou. V procesu se používá stejnosměrný proud. Při tomto procesu lze dosáhnout kovových povlaků o tloušťce pouhých setin milimetru nebo i několika milimetrů.
Obecně se galvanické pokovování označuje jako elektrodepozice – proces, při kterém dochází k nanesení analytu na elektrodu. Tento proces je analogický galvanickému článku, ale působí opačně.
Galvanické pokovování se primárně používá k nanášení vrstvy na materiál, kterému pak dodává požadovanou vlastnost (například odolnost proti oděru, obrusu a opotřebení, ochrana proti korozi, kluzkost nebo estetické vlastnosti). Další aplikace používají galvanické pokovování k vytvoření tloušťky na poddimenzovaných dílech. Metodu tak lze použít i ke zvětšení příliš malých předmětů.
Z galvanického pokovování (galvanostegie) se vyvinula galvanoplastika (elektroformování, electroforming), což je elektrolytický způsob výroby kovových předmětů nanášením na oddělitelný model. Tloušťka vrstvy může dosáhnout i několika milimetrů.

## Historie

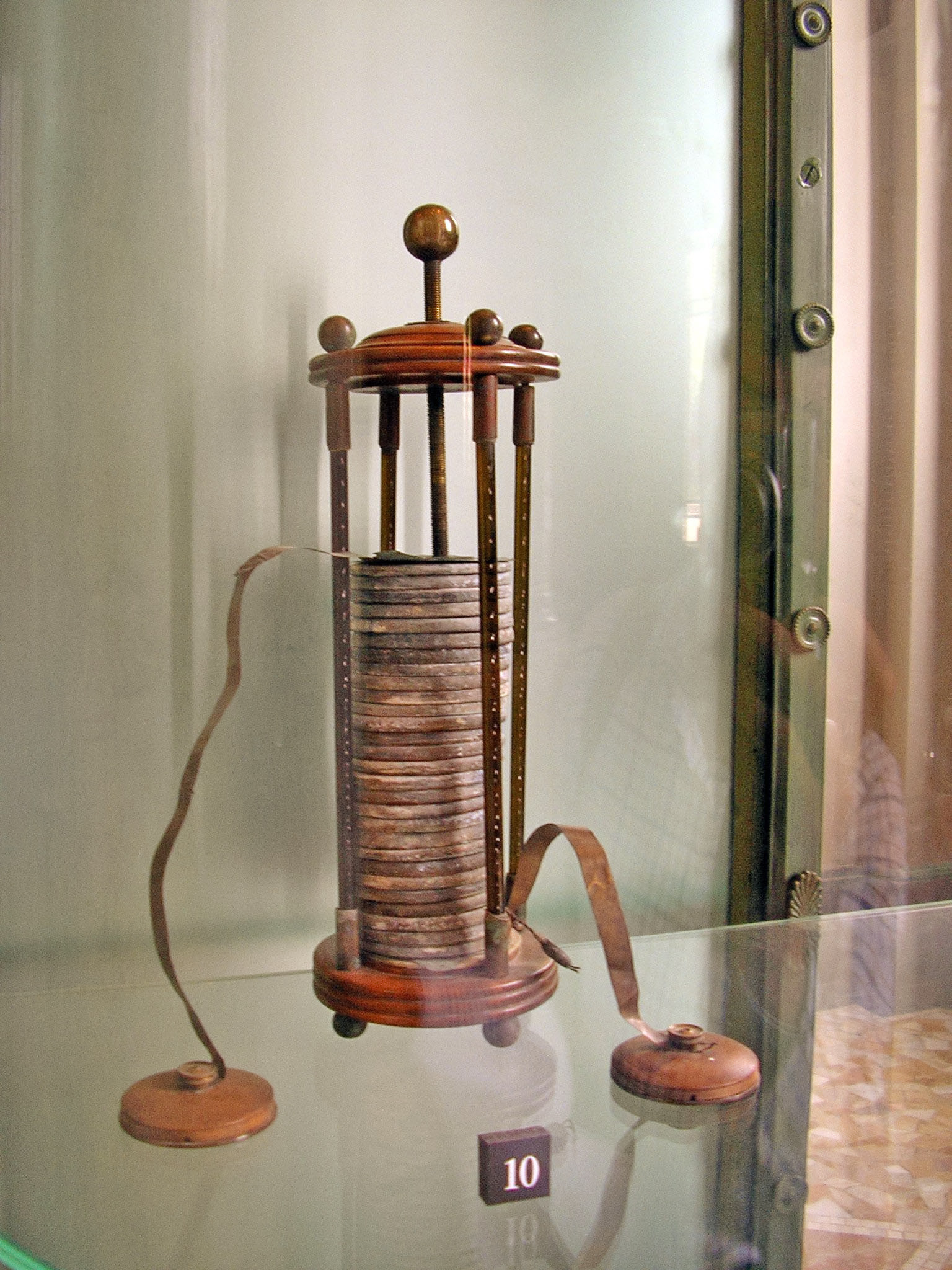
Voltův sloup, který poprvé umožnil galvanické pokovování.

- Voltův sloup, který poprvé umožnil galvanické pokovování.Galvanické pokovování je pojmenováno po italském lékaři Luigi Galvani (1737–1798). Při svých pokusech s žabím stehýnkem si všiml, že při dotyku se dvěma různými kovy sebou cukají. Netušil v té době, že žabí stehýnko je vlastně elektrolyt a dva kovy elektrody.
- Alessandro Volta (1745–1827) si uvědomil, že tento efekt byl způsoben různými kovy v kombinaci s elektrolytem (zde zvířecí sval), které vytvářejí elektrické napětí. Na základě zkoumání tohoto jevu sestavil první galvanický článek a poté Voltův sloup, které hrály důležitou roli pro další vývoj elektrotechniky.
- V roce 1805 provedl první doložené galvanické zlacení student Alessandra Volty.
- V roce 1805 byl průkopníkem moderní elektrochemie italský chemik Luigi V. Brugnatelli. Brugnatelliho vynálezy však nebyly Francouzskou akademií věd uznány a následujících třicet let se nezačaly používat v průmyslu.
- Do roku 1839 vědci v Británii a Rusku nezávisle vymysleli procesy nanášení kovů podobné Brugnatellimu vynálezu pro galvanické pokovování tiskařských desek.

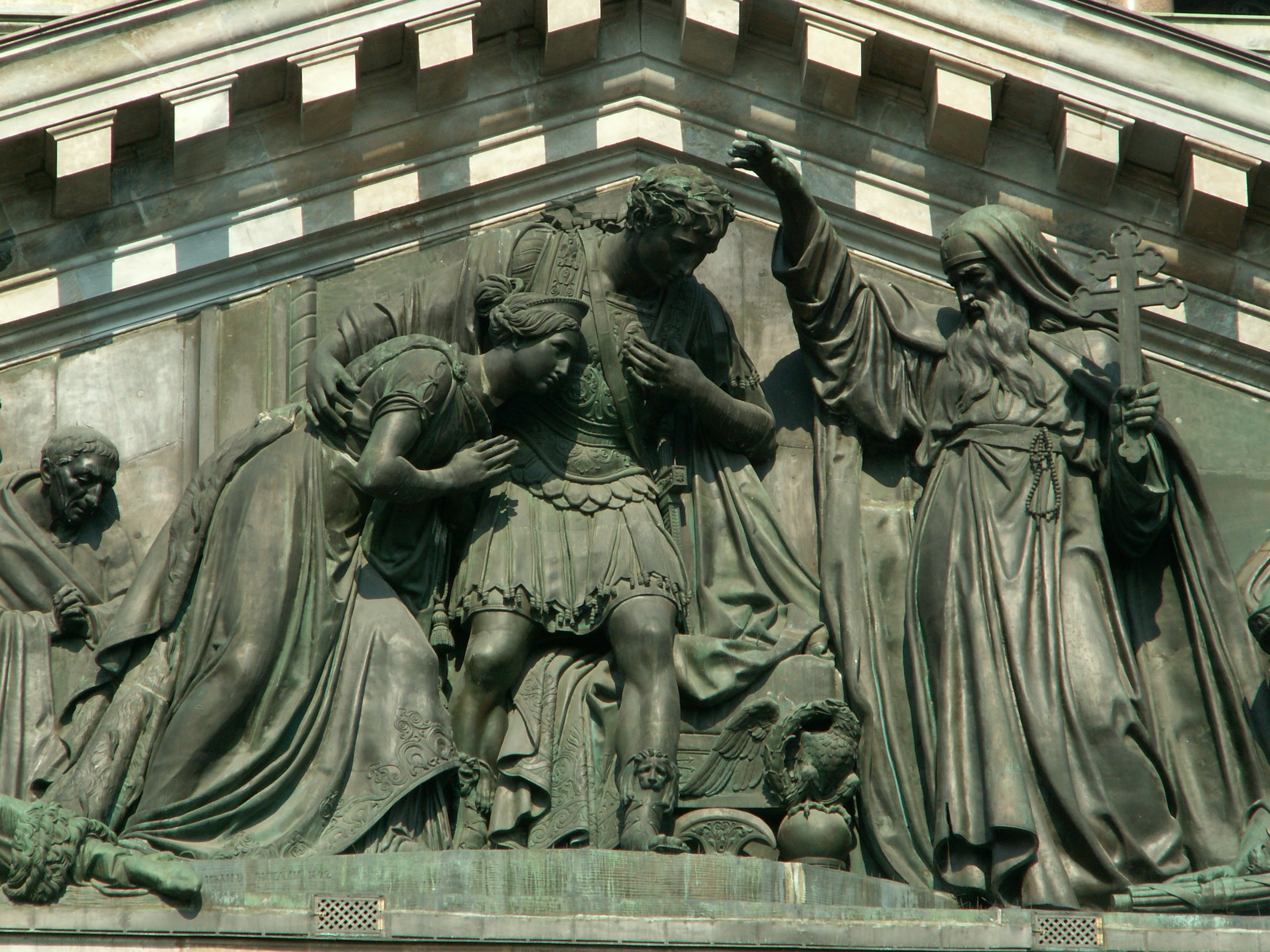
Galvanoplastické sochy na katedrále svatého Izáka v Petrohradě.

- Galvanoplastické sochy na katedrále svatého Izáka v Petrohradě.Mezi nejznámější použití galvanického pokovování v polovině 19. století patřily gigantické galvanoplastické sochy katedrály svatého Izáka v Petrohradě a pozlacená galvanická kopule katedrály Krista Spasitele v Moskvě. Tento proces vyvinul ruský inženýr Moritz Hermann Jacobi.
- Od poloviny 19. století se galvanoplasticky vyráběly sochy v životní velikosti. Například známá jezdecká socha velkého kurfiřta v Berlíně, která byla vytvořena podle návrhů Andrease Schlütera.
- Galvanoplaktika rychle přišla do módy a k jejímu dalšímu vývoji přispěli vynálezce Petr Romanovič Bagration, vědec Heinrich Lenz a autor sci-fi Vladimir Odoyevsky.
- V roce 1840 John Wright z Birminghamu v Anglii objevil, že kyanid draselný je vhodným elektrolytem pro galvanické pokovování zlatem a stříbrem. Jeho pokračovatelé, George Elkington a Henry Elkington, získali první patenty na galvanické pokovování v témže roce 1840. Tito dva pak založili galvanický průmysl v Birminghamu, odkud se rozšířil po celém světě. V roce 1865 jejich firma zaměstnávala téměř tisíc pracovníků a byla považována za přední galvanickou společnost té doby.

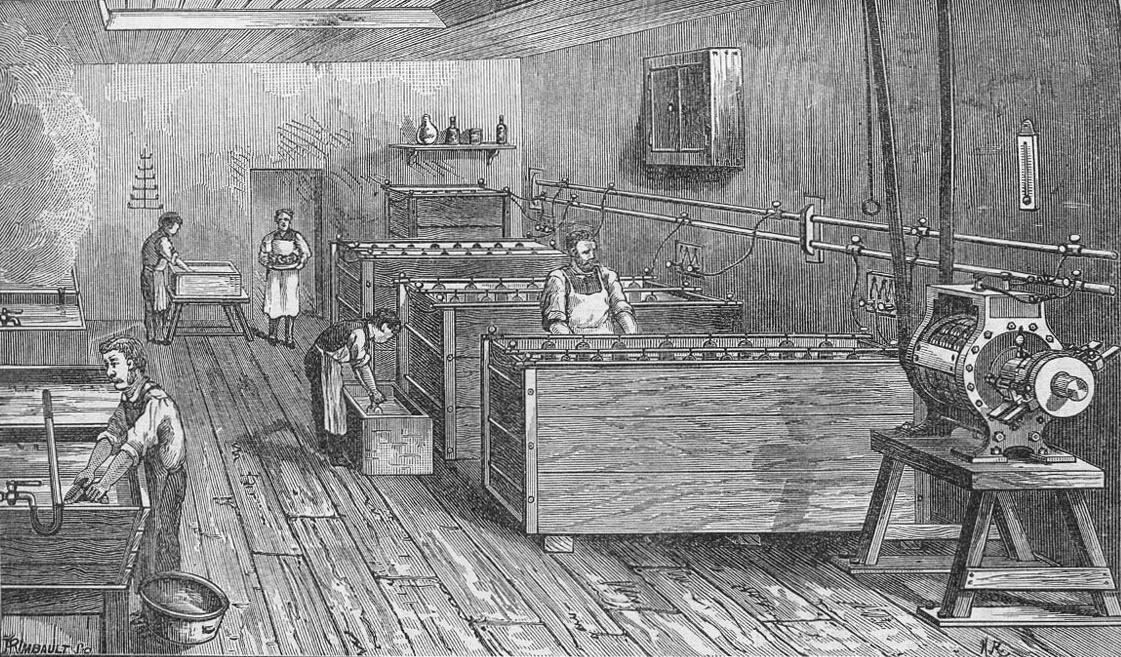
Dílna na galvanické poniklování předmětů (1911)

- Dílna na galvanické poniklování předmětů (1911)Do roku 1850 bylo vyvinuto průmyslové galvanické pokovování niklem, mosazí, cínem a zinkem. Galvanické lázně a zařízení založené na patentech Elkingtonů byly zvětšeny tak, aby vyhovovaly pokovování mnoha velkých objektů a specifickým výrobním a inženýrským aplikacím.
- V roce 1876 zahájila svou výrobu Norddeutsche Affinerie v Hamburku jako první moderní galvanovna.
- Relativně netoxická aplikace kovových povlaků do značné míry nahradila techniku zlacení ohněm nebo stříbření, která je škodlivá pro zdraví kvůli rtuti používané v tomto procesu.

- Na konci 19. století získal pokovovací průmysl velký impuls s vývojem elektrických generátorů. S dosažením vyšších elektrických proudů bylo možné pokovovat kovové strojní součásti a automobilové díly vyžadující ochranu proti korozi.
- Pokovovací zařízení se postupně vyvinulo z ručně ovládaných dřevěných nádrží obložených dehtem na automatizované zařízení, schopné zpracovávat díly v řádu tisíců kilogramů za hodinu.

- Obě světové války a rostoucí letecký průmysl daly podnět k dalšímu vývoji a zdokonalení. Začaly se například využívat procesy, jako je tvrdé chromování, pokovování bronzových slitin nebo pokovování niklem.

## Princip galvanického pokovování
Princip galvanického pokovování spočívá ve využití dvou různých kovových elektrod ponořených do elektrolytu, který obsahuje jednu nebo více solí jednoho z kovů, případně dalších iontů, které umožňují průchod elektrického proudu.
- Část, která vytváří pokovení, je anoda obvodu. Na anodě se oxiduje použitý kov a rozpouští se v podobě iontů v roztoku.
- Část, která má být pokovena, je katoda obvodu. Rozpuštěný kov z anody se na ní redukuje, vyloučí a vytváří na ní vrstvu.
- Napájecí zdroj dodává anodě stejnosměrný proud, oxiduje atomy kovu, které ji tvoří, a umožňuje jim rozpustit se v roztoku.
- Rychlost, s jakou se anoda rozpouští, je rovna rychlosti, se kterou se pokovuje katoda. Tato rychlost je přímo úměrná procházejícímu elektrickému proudu.
- Ionty v elektrolytu, které vytvářejí kovový povlak na katodě, se nepřetržitě doplňují z anody.[2] Může se použít i anoda, která se nespotřebovává (například z olova). Pak se musí ionty kovu, který se používá k pokovování, doplňovat do elektrolytové lázně.[3]

## Popis zařízení

Galvanické pokovování kovu (Me) pomocí mědi (Cu) v lázni síranu měďnatého (CuSO_{4})

Anoda a katoda, které jsou ponořené do roztoku, jsou připojeny k externímu zdroji stejnosměrného proudu (baterii nebo častěji usměrňovači). Anoda (zdroj pokovovacího kovu) je připojena ke kladné svorce zdroje a katoda (předmět, který má být pokoven) je připojena k zápornému pólu.
Když je externí napájení zapnuto, kov na anodě je oxidován za vzniku kationtů s kladným nábojem. Tyto kationty se spojují s anionty v roztoku, putují ke katodě, jsou redukovány a vytvářejí na ní povlak.
Na ilustračním obrázku se měď na anodě v kyselém roztoku oxiduje na Cu2+ ztrátou dvou elektronů. Následně se spojuje s aniontem SO42− v roztoku za vzniku síranu měďnatého. Ten putuje ke katodě, kde je Cu2+ redukována na kovovou měď získáním dvou elektronů. Ta se na katodě usazuje a vytváří na ní povlak. Výsledkem je efektivní přenos mědi ze zdroje (anody) na cílový předmět (katodu).

## Využití galvanického pokovování
Galvanické pokovování se většinou rozděluje na dekorativní a funkční.
- Dekorativní galvanické pokovování se používá hlavně ke zdobení předmětů. Příklady dekorativního galvanického pokovování zahrnují zlacení šperků a příborů, stříbření šperků a dekorativních předmětů, galvanické pokovování plastů, chromování trubkového ocelového nábytku, pokovování nejrůznějších automobilových a motocyklových dílů.
- Funkční galvanické pokovování se používá pro ochranu proti korozi, opotřebení, katalýze a snížení třecích sil. Může se také použít pro zlepšení elektrické vodivosti, tvárnosti a deformovatelnosti předmětů.

Příklady galvanického pokovování:
- Galvanické pozinkování šroubů (ochrana proti korozi)
- Povlakování strojních součástí tvrdým chromem (ochrana proti opotřebení)
- Povlakování kovovými katalyzátory, většinou s obsahem niklu nebo platiny pro chemický průmysl nebo palivové články (katalýza)
- Pozlacení a postříbření elektrických kontaktů (elektrická vodivost)
- Povlaky olovo-cín a měď pro kluzná ložiska (snížení tření)
- Měděné pokovování při tažení drátu (zlepšení deformovatelnosti)
- Rhodiování kroužků a brýlových obrub